# Vallée de Sesto
La vallée de Sesto (valle di Sesto en italien, Sextental en allemand) est une petite vallée qui relie le val Pusteria au Cadore, par le col du Monte Croce di Comelico.
Du point de vue orographique, la vallée sépare les Dolomites (sud-ouest) des Alpes carniques (nord-est).
La vallée, qui comprend uniquement la commune de Sesto, est assez large. Les habitations se sont développés en atteignant le bord de la route principale et en formant un continuum dans lequel les petits hameaux sont désormais indiscernables : Quiniga, Monte di Mezzo, San Giuseppe, Ferrara, San Vito et Moso.
En amont s'étendent les prairies, les fermes et les granges. Au-delà du rio Sesto, au sud, les maisons cèdent la place à des mélèzes et des pâturages qui s'étendent jusqu'aux éperons des Dolomites. La couronne de sommets du val Fiscalina et les parties avant nord du groupe Tre Scarperi s'imposent, dessinant un long panorama de crêtes, de falaises abruptes et de pinacles tels que la Cima Nove, la Cima Dieci (mieux connu sous le nom de Croda Rossa di Sesto), la Cima Undici, la Cima Dodici (mieux connu sous le nom de Croda dei Toni) et la Cima Una. Ces pics forment le cadran solaire de Sesto, une gigantesque horloge naturelle ; en suivant la position du soleil sur les sommets des Dolomites de Sesto, il est possible de connaître l'heure exacte.